# كنار ميري (غرمسار كرمان)
کنار میري (بالفارسية: کنارمیری) هي منطقة سكنية تقع في إيران في قسم غرمسار الریفي. يقدر عدد سكانها بـ 0 نسمة بحسب إحصاء 2016.